# Новый (Вышневолоцкий район)
Новый — посёлок в Вышневолоцком городском округе Тверской области.

## География
Находится в центральной части Тверской области на расстоянии приблизительно 42 км по прямой на юг-юго-запад от вокзала железнодорожной станции Вышний Волочёк.

## История
Впервые был отмечен как ветпункт на карте 1938 года. До 2019 года посёлок входил в состав ныне упразднённого Есеновичского сельского поселения Вышневолоцкого муниципального района.

## Население
Численность населения составляла 81 человек (русские 98 %) в 2002 году, 50 в 2010.